# Kulykivka (huyện)
Huyện Kulykivka (tiếng Ukraina: Куликівський район, chuyển tự: Kulykivkas'kyi raion) là một huyện của tỉnh Chernihiv thuộc Ukraina. Huyện Kulykivka có diện tích 944 km², dân số theo điều tra dân số ngày 5 tháng 12 năm 2001 là 22544 người với mật độ 24 người/km2. Trung tâm huyện nằm ở Kulykivka.